# Tupolev Tu-123
Il Tupolev Tu-123 Yastreb (aquila, in russo) è stato un aeromobile a pilotaggio remoto da ricognizione a lungo raggio, sviluppato negli anni sessanta in Unione Sovietica dall'OKB-156 di Andrej Nikolaevič Tupolev. Conosciuto anche con il nome di DBR-1, entrò in servizio nelle forze armate sovietiche nel 1964, e fu ritirato nel 1979. Ne venne realizzato anche una versione migliorata, chiamata Tupolev Tu-139 Yastreb-2, ma rimase allo stato di prototipo, visto che i sovietici per quel ruolo preferirono utilizzare una versione da ricognizione del MiG-25.

## Sviluppo
Le origini del Tu-123 si possono far risalire alla seconda metà degli anni cinquanta, quando le due superpotenze iniziarono a lavorare a missili da crociera in grado di effettuare attacchi nucleari. L'ufficio tecnico Tupolev presentò alcuni progetti, tra i quali quello relativo al Tupolev Tu-121, che fu effettivamente portato in volo. Nel 1960, tuttavia, i vertici delle forze armate sovietiche cancellarono tutti i programmi relativi ad armi di questo tipo, preferendo i missili balistici a medio raggio.
Il progetto, però, venne recuperato per un drone da ricognizione bisonico, il cui sviluppo fu autorizzato pochi mesi dopo la cancellazione del missile, il 16 agosto 1960. Tra il settembre 1961 ed il dicembre 1963 i prototipi vennero valutati dalle forze armate, ed il drone fu ufficialmente accettato in servizio il 23 maggio 1964. Complessivamente, ne furono costruiti 52 esemplari presso l'impianto industriale 64, tra il 1964 ed il 1972.
Tuttavia, la mancanza di una possibilità di recupero del drone lo rese non soddisfacente, e quindi l'OKB iniziò a lavorare ad una versione perfezionata chiamata Tupolev Tu-139 Yastreb-2. Però, nonostante alcune prove coronate da successo, l'idea non ebbe seguito e venne abbandonata.

## Tecnica
Il Tu-123 era un drone da ricognizione a lungo raggio, progettato per missioni di raccolta di informazioni fotografiche di strutture fisse (porti, stabilimenti industriali, aeroporti) e concentramenti di truppe, oppure dei risultati di test atomici o chimici. Era in grado anche di svolgere missioni SIGINT. Dal punto di vista progettuale, era ampiamente derivato dal missile Tu-121. Tuttavia, la costruzione e la valutazione dei prototipi fu più complessa del previsto. Il Tu-123 aveva il grosso limite di essere "a perdere", ovvero di non avere una possibilità di recupero (con l'eccezione dell'equipaggiamento di missione, che veniva paracadutato). Quindi, l'OKB-156 elaborò il Tu-139 Yastreb-2, che però non entrò mai in servizio. Ulteriori varianti rimasero sulla carta.

### Tupolev Tu-123
Il Tupolev Tu-123 Yastreb aveva la forma di un dardo di grosse dimensioni. Di costruzione interamente metallica, aveva un'ala triangolare inclinata di 67 gradi. La sua lunghezza era di 27,84 metri, l'apertura alare di 8,41 e l'altezza di 4,78. Concettualmente piuttosto simile al Lockheed D-21 statunitense, si differiva da questo per via della partenza da terra, che avveniva grazie all'ausilio di razzi a propellente solido. Il peso a vuoto era di 11.450 kg, mentre quello al decollo raggiungeva i 35.610 (con i razzi. Senza razzi era di 28.611 kg).
L'equipaggiamento di missione era situato nella parte di prua del drone, ed aveva un peso di 2.800 kg. Questo comprendeva due fotocamere di tipo AFA-41/20M e AFA-54/100M, ed un rivelatore di segnali SRS-6RD Romb-4a, con una vista laterale di 300 km. Le foto avevano una risoluzione 1:100.000 (60-80 km per 2.700) o 1:20.000 (40 km per 1.400). L'equipaggiamento di missione era riutilizzabile, al contrario del drone che invece era a perdere. Il primo, infatti, veniva paracadutato a terra e recuperato successivamente.
Come detto in precedenza, il lancio avveniva da terra. Una postazione-tipo era composta da un SARD-1 (STA-30) rimorchiato su uno scafo tipo MAZ-537, un lanciatore SURD-1 (ST-30) ed un veicolo per il controllo di missione KARD-1S (KSM-123). La fase di partenza avveniva grazie a due razzi a propellente solido PRD-52, da 75-80.000 kgf e con un tempo di combustione di 5 secondi. Successivamente, avveniva l'accensione del motore principale, un turbogetto Tumanskiy KR-15-300 da 10.000 kgf a secco e 15.000 con postbruciatore. Questi erano in grado di spingere il Tu-123 alla velocità di 2.700 km/h per una distanza di 3.200-3.680 km. La quota operativa era compresa tra i 19.000 ed i 22.800 metri nella fase finale della missione.

### Altre versioni
Con l'eccezione del Tu-139, tutte le altre versioni progettate del Tu-123 rimasero interamente sulla carta.
- Tu-123M: drone bersaglio.
- Tu-123P Yastreb-P: versione con equipaggio umano del drone
- Tu-139 Yasterb-2: chiamato anche DBR-2, si trattava della versione perfezionata in grado di essere riutilizzata. I lavori iniziarono nel 1964, ed il risultato fu un velivolo piuttosto simile al Tu-123, ma con un profilo alare modificato ed un carrello di atterraggio triciclo. L'atterraggio avveniva con l'ausilio di un paracadute di gigantesche dimensioni, che era attaccato ad un razzo a propellente solido. Questo veniva acceso all'ultimo momento, in modo da ridurre il più possibile la velocità. Complessivamente, furono condotti tre voli, il primo dei quali il 22 ottobre 1968[1].

Alcune fonti fanno anche riferimento ad una versione priva di coda in grado di volare a Mach 3 o 4.

## Utilizzo
Il Tupolev Tu-123 Yastreb, conosciuto anche con il nome di DBR-1, venne utilizzato esclusivamente dalle forze armate sovietiche. Non risulta che questi velivoli abbiano mai effettuato missioni in condizioni reali. Comunque, delle voci riferiscono che alcuni esemplari volarono anche sull'Europa occidentale.
Il Tu-123 venne ritirato dal servizio nel 1979 (altre fonti riferiscono i primi anni ottanta), e sostituito nella ricognizione a lungo raggio da una versione apposita del MiG-25. Per compiti di ricognizione a medio raggio e tattica, invece, furono sviluppati i Tupolev Tu-141 e Tupolev Tu-143.

## Altre designazioni
Il nome Tu-123 venne utilizzato dall'OKB Tupolev anche per altri progetti, precedenti allo Yastreb.
- Tu-123 (anche D): una delle designazioni proposte per il missile da crociera Tupolev Tu-133 rimasto interamente sulla carta.
- Tu-123 (anche DP): riguarda uno studio portato avanti nel 1957 a proposito di un missile da crociera a propulsione mista nucleare/kerosene. Secondo i progettisti, avrebbe dovuto avere una gittata ampiamente superiore a 4.000 km ed una velocità di 3.000 km/h. Il missile avrebbe dovuto essere di grandi dimensioni: infatti, la lunghezza prevista era di 24,8 metri, il diametro di 1,7 e l'apertura alare di 8,5. Il peso complessivo era di 35.000 kg, di cui 3.000 relativi alla testata nucleare[3].

Inoltre, altre fonti riferiscono che la denominazione interna 123 sarebbe stata utilizzata dall'ufficio tecnico Tupolev anche per il progetto relativo all'ultimo stadio del sistema missilistico DP al posto del Tupolev Tu-130 KR.